# Steinbloßstil

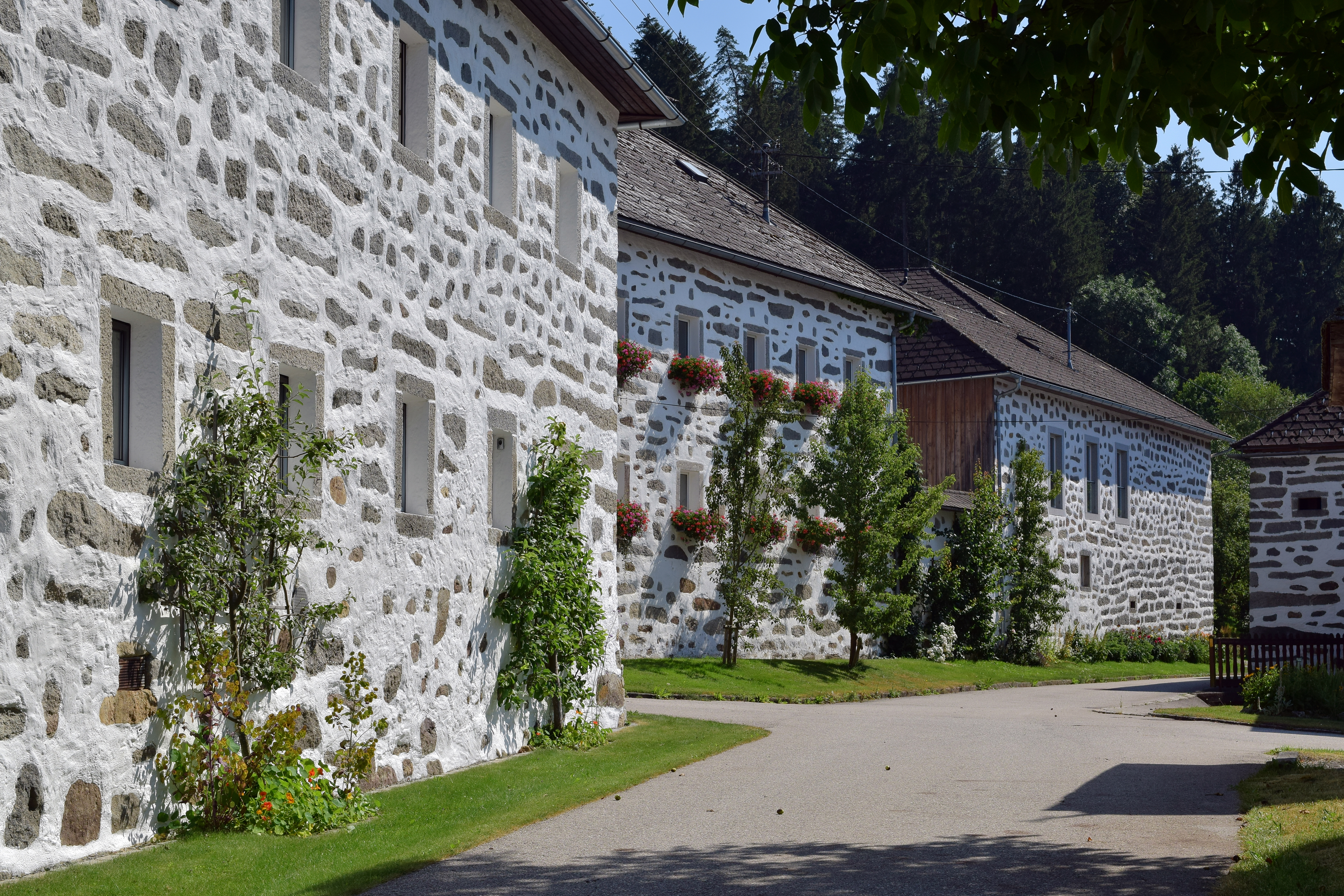
Das Ortszentrum von Katzing im Bezirk Rohrbach ist ganz im Steinbloß-Stil erhalten

Der Steinbloßstil, auch als Steinbloß-Bauweise bezeichnet, ist ein typischer Baustil von alten Dreiseithöfen im oberösterreichischen Mühlviertel. Fälschlicherweise wird der Baustil als Bloßstein-Stil bezeichnet. Kerngebiet ist das Untere Mühlviertel, insbesondere in Ottenschlag wurden in den späten 1990er Jahren zahlreiche Bauernhäuser renoviert. Man findet den Baustil noch immer vielfach im Mühlviertel, wenngleich bei vielen alten Bauernhäusern die Fassaden modernisiert und somit der Steinbloß-Stil überdeckt wurde. In jüngster Zeit wird der Baustil bei Renovierungen wiederhergestellt.
Die Steinbloß-Bauweise ist nicht nur auf Bauernhäuser beschränkt, sondern auch andere bäuerliche Bauwerke, wie Kapellen oder wirtschaftliche Nebengebäude, weisen diesen Stil auf. 

## Bauweise
Die Wände der Bauernhäuser bestehen aus großteils unbehauenen Granit- und Gneis-Feldsteinen, die zu doppelwandigen Mauern übereinander geschichtet sind. Die flache Seite der Steine zeigt dabei nach außen. Die Zwischenräume sind mit Sand, Erde oder Lehm aufgefüllt und verfugt. Weil die größeren Steine außen unverputzt bleiben, bekommen die Fassaden die typische Optik aus hellen und dunklen Stellen.
Der Grund für diese Bauweise war, dass in dieser Gegend, dem Österreichischen Granit- und Gneishochland (Böhmische Masse), der Baukalk rar und teuer war, und die Bauern somit größere Steine in das Mauerwerk einfügten und diese nicht verputzten. Der Unterschied zu anderen Bauten ist, dass die Behandlung der Steine ausschließlich von Bauernhand erfolgte und nicht durch Steinmetze.
Die Häuser wurden in früheren Zeiten mit Stroh gedeckt.

## Bildergalerie

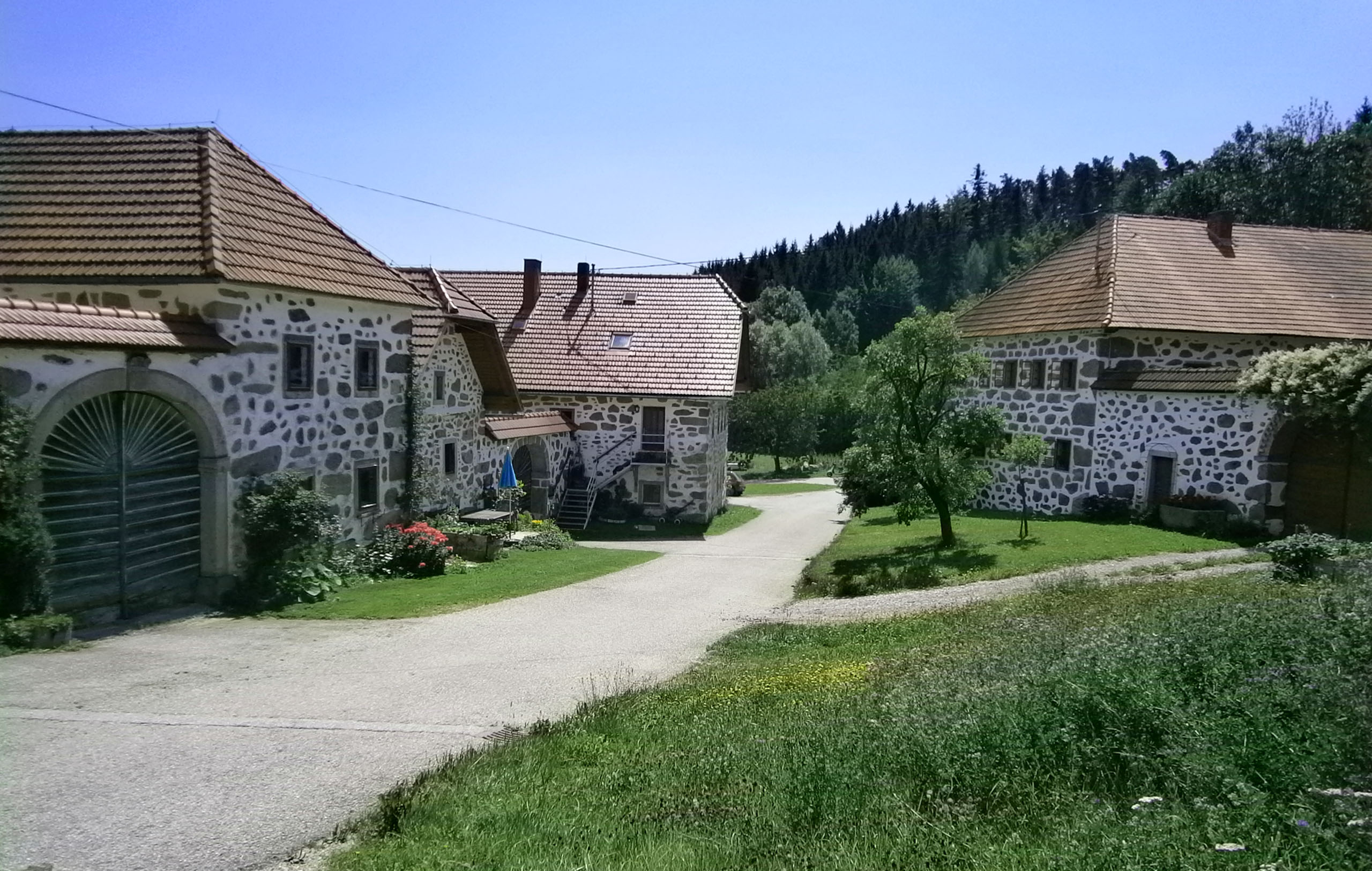
Steinbloß-Ensemble in Stiftung, Gemeinde Neumarkt im Mühlkreis
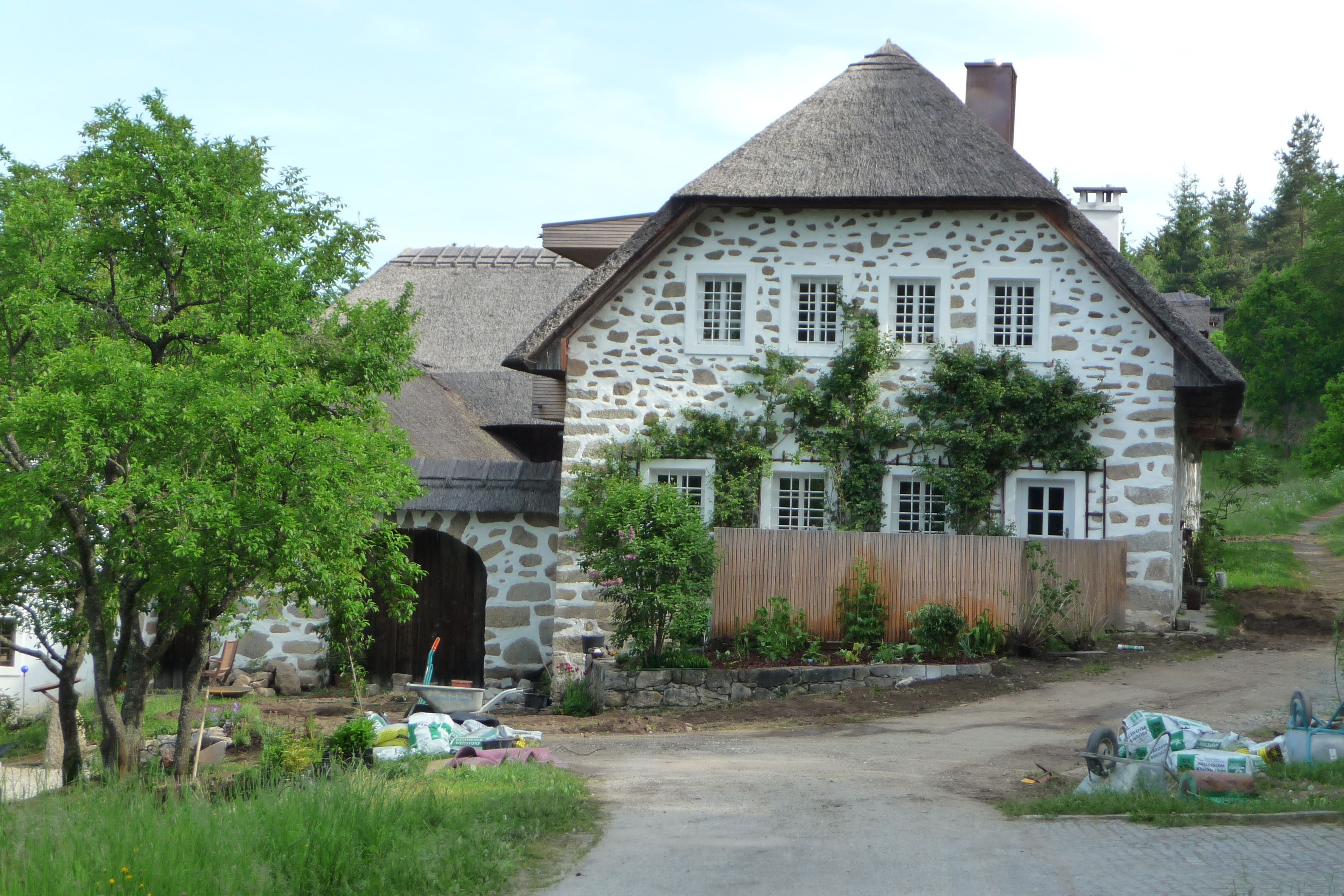
Bauernhaus im Steinbloßstil mit Strohdach nahe Freistadt
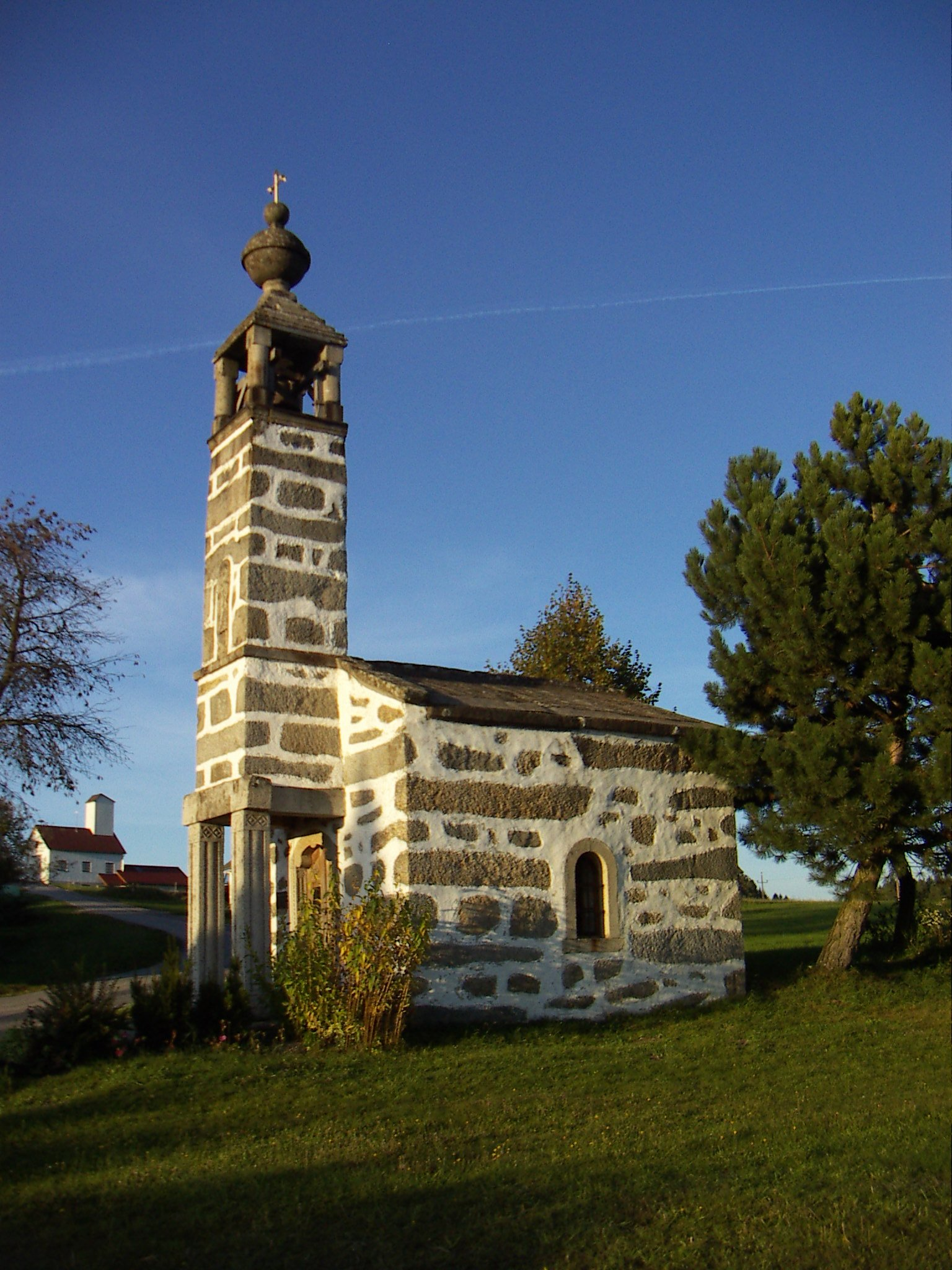
Hoisn-Kapelle in Weitersfelden
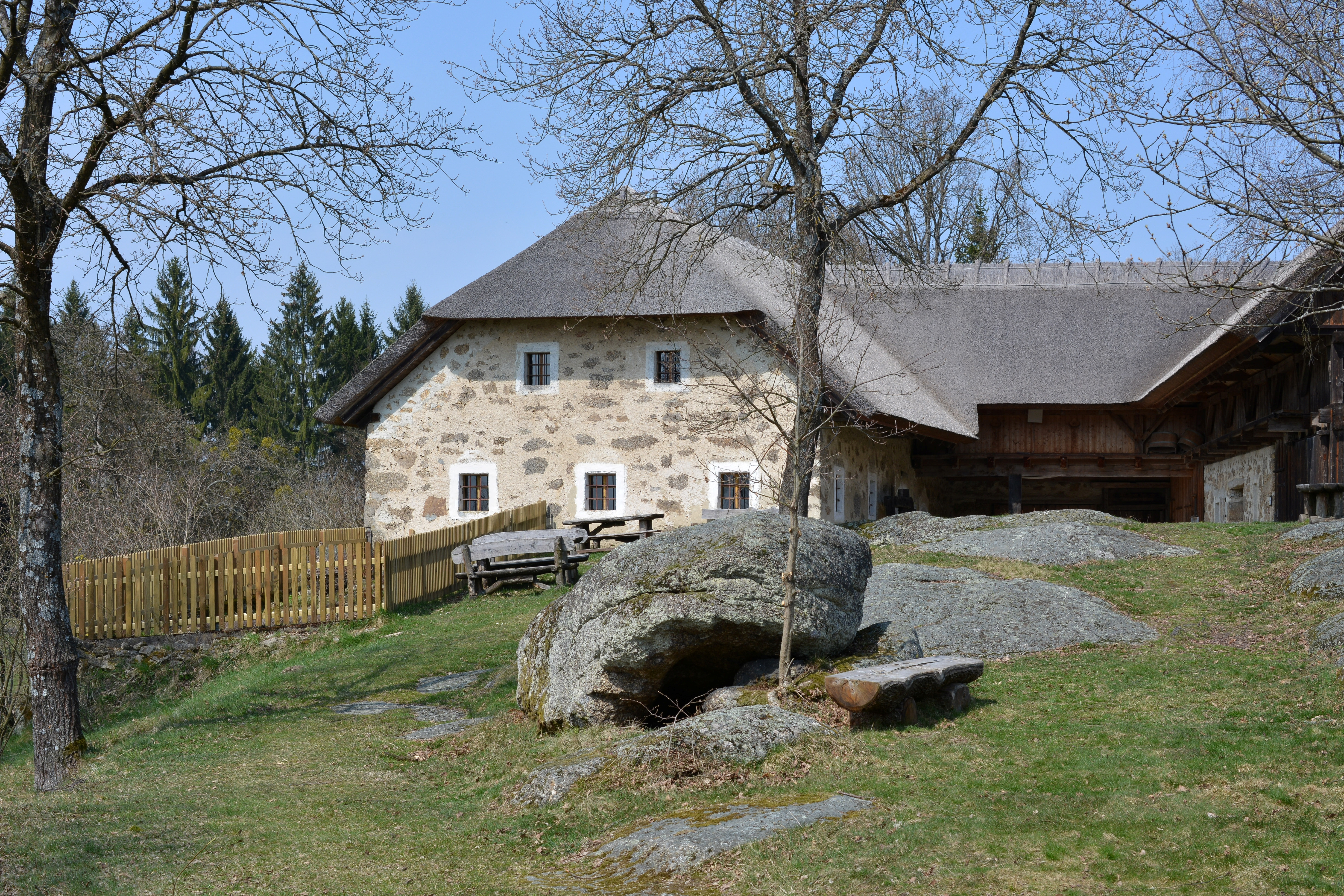
Freilichtmuseum Großdöllnerhof nahe Rechberg
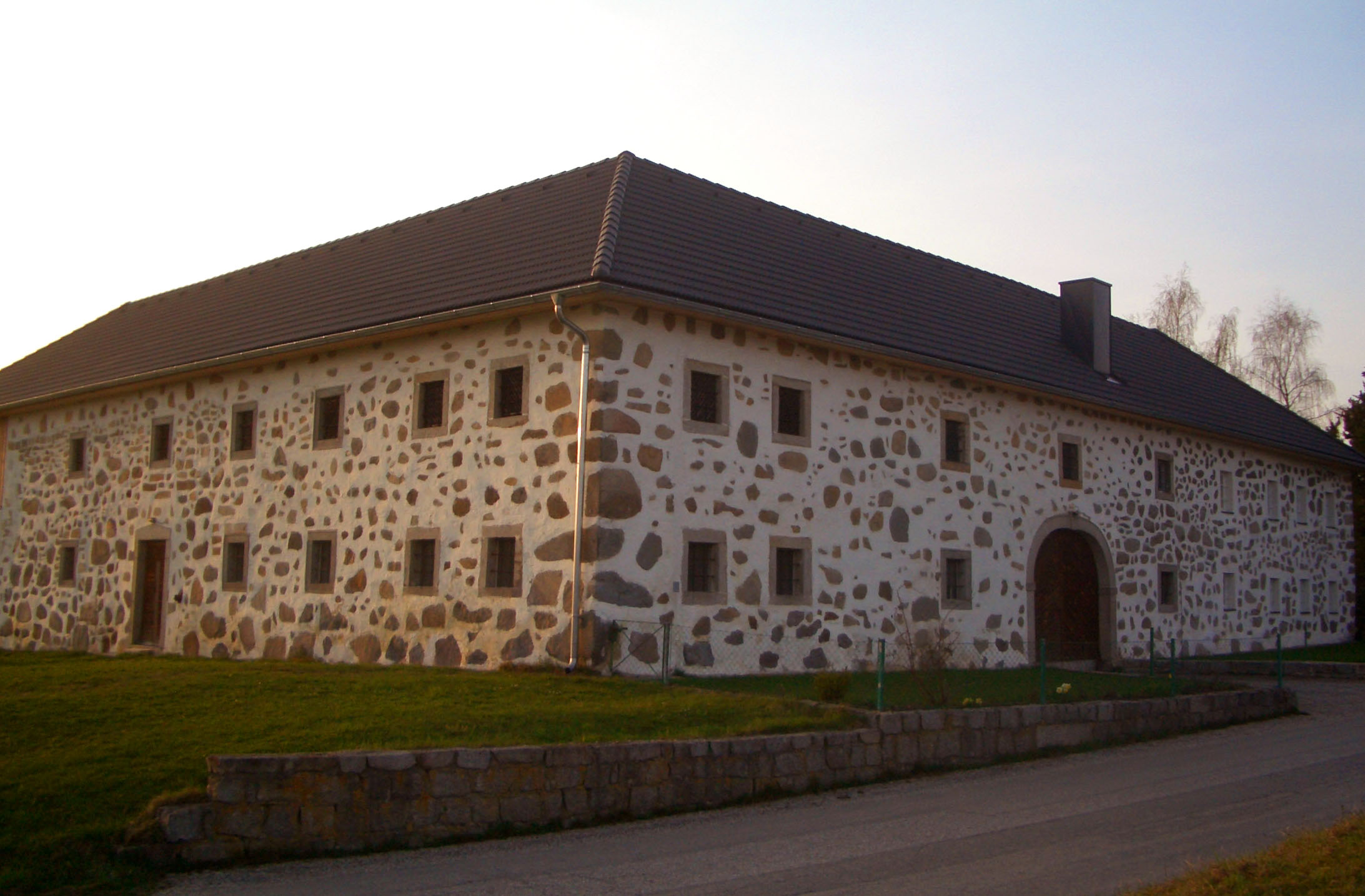
Bauernhof im Steinbloßstil bei Bad Zell
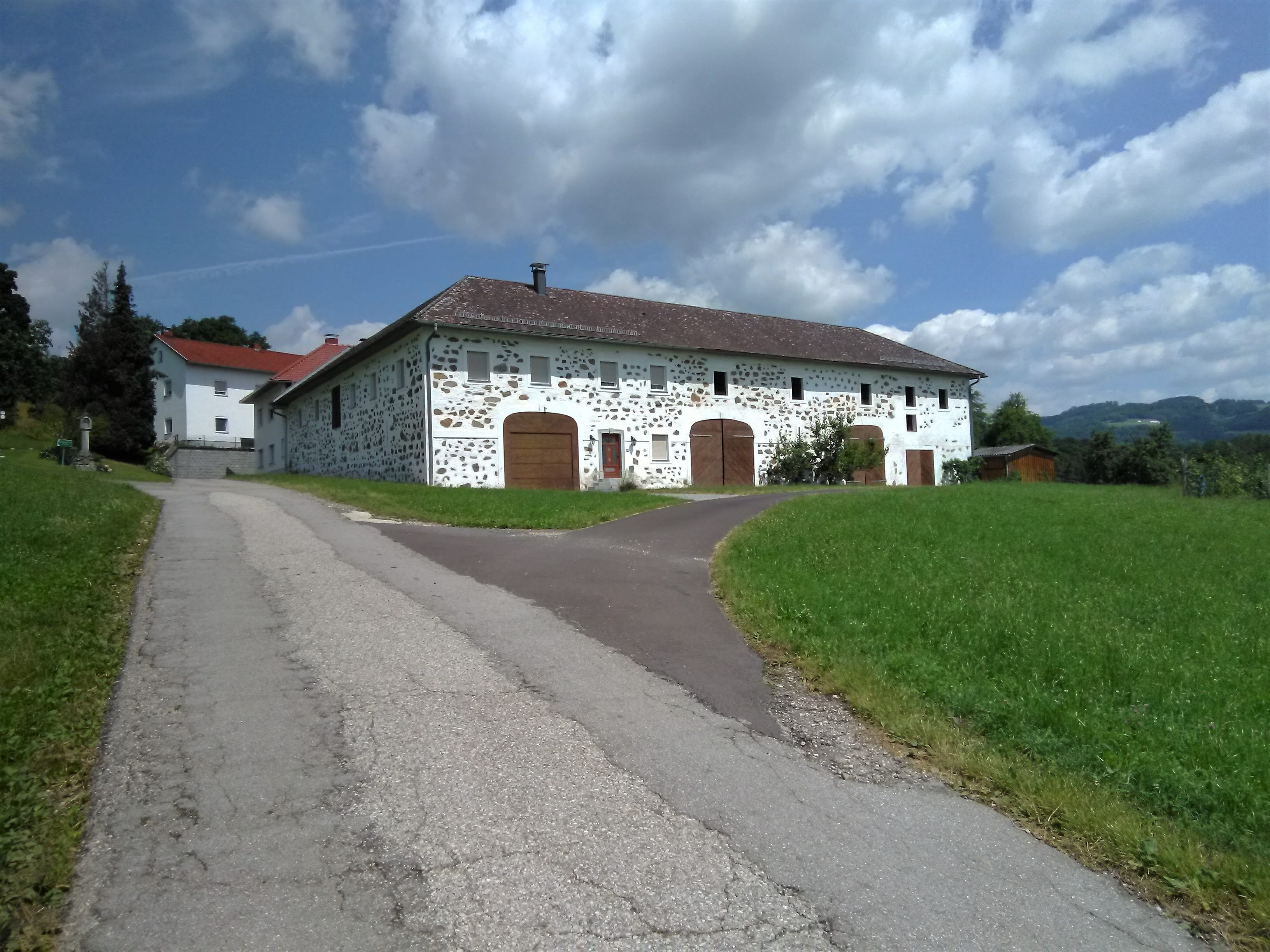
Schiefersedergut in Linz-Pöstlingberg
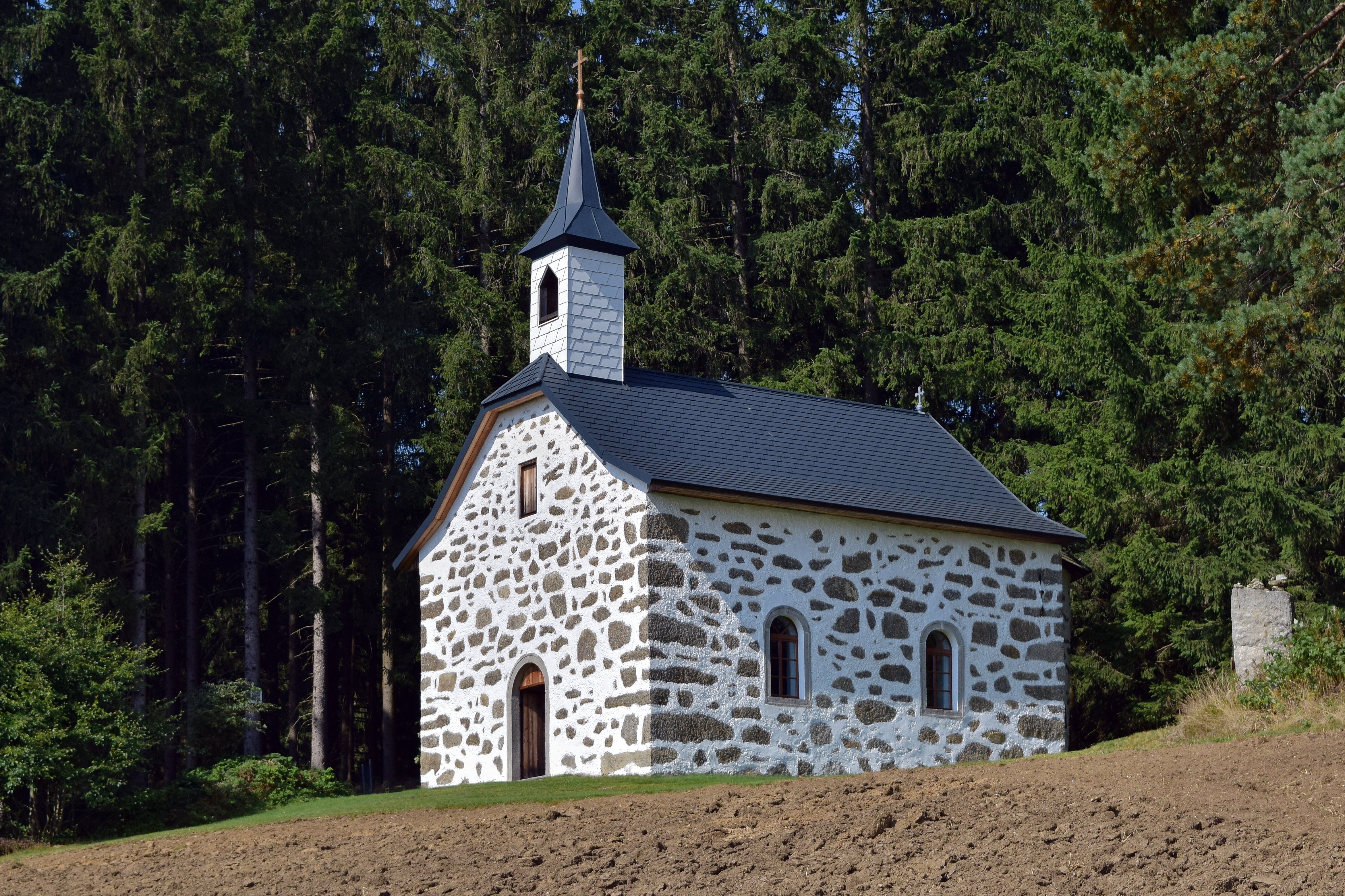
Kammererkapelle in Weitersfelden
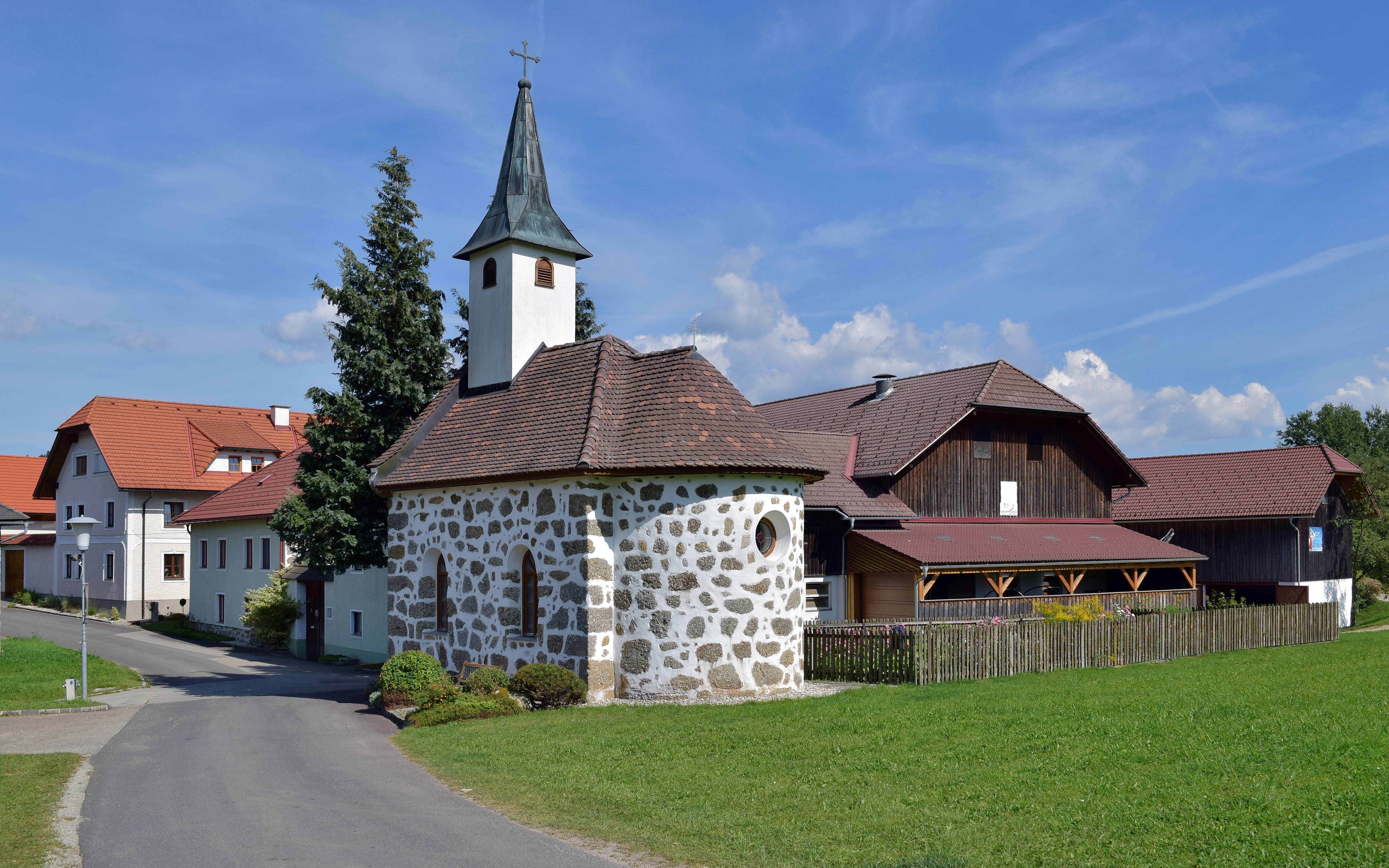
Marienkapelle in Mötlas

## Sehenswürdigkeiten des Baustils
- Der Ort Ottenschlag als Ganzes, dort beginnt auch die 21 km lange „S23 Steinbloß Runde“.
- Die Dorfkapelle Wienau in Weitersfelden
- Der „1. Steinbloß-Mauer-Weg“ ist ein 12,5 km langer Rundwanderweg, der in Hirschbach im Mühlkreis beginnt.[2]
- Reichenau im Mühlkreis: Steinbloß gemauerte Bauernhäuser in „Hof“ von 1594
- Katzing (Gemeinde Rohrbach-Berg)